# Huset Karadjordjević
Slægten Karadjordjević (serbisk: Карађорђевићи) var prinser og konger af Serbien når tronen ikke var besat af deres rivaler, slægten Obrenović. Efter 1918 var de konger af den nye stat, Kongeriget af Serbere, Kroater og Slovenere, hvis officielle navn blev Kongeriget Jugoslavien i 1929.
- Karadjordje Petrović — leder af det serbiske oprør 1804-1817
- Alexander af Serbien — prins af Serbien 1842-58
- Peter 1. af Jugoslavien — konge af Serbien 1903-18 og konge af Serbere, Kroater og Slovenere 1918-21
- Alexander 1. af Jugoslavien — regent 1918-21 og derefter konge af Serbere, Kroater og Slovenere/Jugoslavien 1921-34
- Paul af Jugoslavien — regent 1934–41
- Peter 2. af Jugoslavien — konge af Jugoslavien 1934-45, og konge i eksil 1945-70

Jugoslaviens monarki blev afskaffet i 1945.
Alexander Karadjordjević, Peter 2.s søn, flyttede tilbage til Beograd efter Miloševićs fald i 2000. Han tilråder monarkiets genoprettelse, men har ikke blandet sig direkte i Serbiens politiske liv.

## Eksterne henvisning
- Slægten Karadjordjević' officielle hjemmeside" – på serbisk og engelsk'